# Wignall-Nunatakker
Die Wignall-Nunatakker sind zwei verschneite Nunatakker im ostantarktischen Mac-Robertson-Land. In der Athos Range der Prince Charles Mountains ragen sie 3 km nordwestlich des Mount Starlight auf.
Luftaufnahmen der Australian National Antarctic Research Expeditions aus den Jahren von 1955 bis 1965 dienten ihrer Kartierung. Das Antarctic Names Committee of Australia benannte sie nach R. Michael Wignall, Wetterbeobachter auf der Davis-Station im Jahr 1964.